# Associazione Sportiva Cittadella 2023-2024
Questa voce raccoglie le informazioni riguardanti l'Associazione Sportiva Cittadella nelle competizioni ufficiali della stagione 2023-2024.

## Divise e sponsor
Il fornitore tecnico per la stagione 2023-24 è Erreà. 
La maglia interna è granata con scollo e bordimanica nero-oro; il torso è solcato da alcune pinstripes verticali tono su tono, che si interrompono poco sotto il petto, evocanti le mura di Cittadella.
Le divise di cortesia sono due: una color giallo acceso, col torso adornato da un motivo tono su tono a rombi, entro i quali sono stilizzati i disegni delle porte cittadine; il colore sociale granata è richiamato su spalle, scollo e bordimanica. L'altra è bianca, solcata sul torso da sottili strisce orizzontali granata, celesti e nere, colori che connotano anche i bordimanica.
Gli sponsor di maglia sono i seguenti:
- Sirmax, il cui marchio appare al centro delle divise.
- Gabrielli, sulla parte sinistra del petto.
- Stylplex, sul retro sotto il numero di maglia.
- Cecchin, sulla manica sinistra.
- Scilm, sui pantaloncini.

| Casa | Trasferta | Terza divisa |

## Rosa
| N. |                      | Ruolo | Calciatore                |
| -- | -------------------- | ----- | ------------------------- |
| 1  | Italia (bandiera)    | P     | Filippo Veneran           |
| 2  | Italia (bandiera)    | D     | Alessandro Salvi          |
| 4  | Italia (bandiera)    | D     | Matteo Angeli             |
| 5  | Italia (bandiera)    | C     | Valerio Mastrantonio      |
| 6  | Italia (bandiera)    | D     | Edoardo Sottini           |
| 8  | Italia (bandiera)    | C     | Francesco Amatucci        |
| 9  | Italia (bandiera)    | A     | Andrea Magrassi           |
| 10 | Italia (bandiera)    | A     | Claudio Cassano           |
| 11 | Italia (bandiera)    | A     | Filippo Pittarello        |
| 14 | Italia (bandiera)    | A     | Luca Pandolfi             |
| 15 | Italia (bandiera)    | D     | Domenico Frare (capitano) |
| 16 | Italia (bandiera)    | C     | Alessio Vita              |
| 17 | Danimarca (bandiera) | C     | Emil Kornvig              |
| 18 | Italia (bandiera)    | C     | Andrea Tessiore           |
| 20 | Italia (bandiera)    | C     | Giuseppe Carriero         |

| N. |                    | Ruolo | Calciatore           |
| -- | ------------------ | ----- | -------------------- |
| 21 | Italia (bandiera)  | C     | Nicholas Saggionetto |
| 23 | Italia (bandiera)  | C     | Simone Branca        |
| 24 | Italia (bandiera)  | D     | Lorenzo Carissoni    |
| 26 | Italia (bandiera)  | C     | Nicola Pavan         |
| 27 | Italia (bandiera)  | C     | Andrea Danzi         |
| 28 | Italia (bandiera)  | D     | Alessio Rizza        |
| 29 | Italia (bandiera)  | C     | Akim Djibril         |
| 30 | Italia (bandiera)  | D     | Stefano Negro        |
| 32 | Italia (bandiera)  | A     | Tommy Maistrello     |
| 36 | Albania (bandiera) | P     | Elhan Kastrati       |
| 64 | Italia (bandiera)  | D     | Andrea Cecchetto     |
| 74 | Italia (bandiera)  | A     | Ahmed Sanogo         |
| 77 | Italia (bandiera)  | P     | Luca Maniero         |
| 92 | Italia (bandiera)  | A     | Enrico Baldini       |
| 98 | Italia (bandiera)  | D     | Federico Giraudo     |

## Calciomercato

### Sessione estiva(dall'1/7 all'1/9)
| Acquisti | Acquisti             | Acquisti         | Acquisti      |
| R.       | Nome                 | da               | Modalità      |
| -------- | -------------------- | ---------------- | ------------- |
| D        | Matteo Angeli        | Bologna          | svincolato    |
| D        | Lorenzo Carissoni    | Latina           | svincolato    |
| D        | Stefano Negro        | Pordenone        | svincolato    |
| D        | Alessio Rizza        | Empoli           | definitivo    |
| D        | Edoardo Sottini      | Inter            | svincolato    |
| C        | Francesco Amatucci   | Montevarchi      | svincolato    |
| C        | Simone Icardi        | Feralpisalò      | fine prestito |
| C        | Emil Kornvig         | Spezia           | definitivo    |
| C        | Nicholas Saggionetto | Sangiuliano City | fine prestito |
| C        | Andrea Tessiore      | Triestina        | svincolato    |
| A        | Claudio Cassano      | Roma             | definitivo    |
| A        | Luigi Cuppone        | Pescara          | fine prestito |
| A        | Luca Pandolfi        | Cosenza          | svincolato    |
| A        | Filippo Pittarello   | Cesena           | definitivo    |
| A        | Ahmed Sanogo         | Vis Pesaro       | definitivo    |
| A        | Camillo Tavernelli   | Triestina        | fine prestito |
| A        | Mamadou Tounkara     | Avellino         | fine prestito |

| Cessioni | Cessioni               | Cessioni         | Cessioni      |
| R.       | Nome                   | a                | Modalità      |
| -------- | ---------------------- | ---------------- | ------------- |
| P        | Filippo Manfrin        | Sangiuliano City | definitivo    |
| D        | Vincenzo Ciriello      | AZ Picerno       | prestito      |
| D        | Dario Del Fabro        | Yverdon          | svincolato    |
| D        | Gian Filippo Felicioli | Pergolettese     | definitivo    |
| D        | Alessandro Mattioli    | Vis Pesaro       | definitivo    |
| D        | Romano Perticone       | Treviso          | svincolato    |
| C        | Mirko Antonucci        | Spezia           | definitivo    |
| C        | Daniele Donnarumma     | Cesena           | svincolato    |
| C        | Giovanni Crociata      | Empoli           | fine prestito |
| C        | Simone Icardi          | Ostia Mare       | svincolato    |
| A        | Giuseppe Ambrosino     | Napoli           | fine prestito |
| A        | Raúl Asencio           | Potenza          | definitivo    |
| A        | Luigi Cuppone          | Pescara          | definitivo    |
| A        | Carlos Embalo          | Foggia           | definitivo    |
| A        | Ignacio Lores Varela   | Avellino         | svincolato    |
| A        | Camillo Tavernelli     |                  | svincolato    |
| A        | Mamadou Tounkara       | Avellino         | definitivo    |

### Sessione invernale(dal 2/1 al 31/1)
| Acquisti | Acquisti | Acquisti | Acquisti |
| R.       | Nome     | da       | Modalità |
| -------- | -------- | -------- | -------- |

| Cessioni | Cessioni     | Cessioni | Cessioni   |
| R.       | Nome         | a        | Modalità   |
| -------- | ------------ | -------- | ---------- |
| C        | Emil Kornvig | Brann    | definitivo |

## Risultati

### Serie B

#### Girone di andata
| Arbitro: | Rutella (Enna) |

|                |           |  |
| Amatucci 45+4’ | Marcatori |  |

| Arbitro: | Ghersini (Genova) |

|                                  |           |  |
| Benedyczak 2’ (rig.) Bernabé 47’ | Marcatori |  |

| Arbitro: | Santoro (Messina) |

|          |           |           |
| Nasti 6’ | Marcatori | 89’ Pavan |

| Cittadella 3 settembre 2023, ore 20:45 CEST 4ª giornata | Cittadella         | 0 – 0 referto | Venezia | Stadio Piercesare Tombolato (5 283 spett.)\| Arbitro: \| Monaldi (Macerata) \| |
| Arbitro:                                                | Monaldi (Macerata) |               |         |                                                                                |

| Arbitro: | Gualtieri (Asti) |

|               |           |                         |
| La Gumina 43’ | Marcatori | 48’ Magrassi 66’ Branca |

| Arbitro: | Di Bello (Brindisi) |

|  |           |                             |
|  | Marcatori | 2’ Iōannou 32’, 50’ Cutrone |

| Arbitro: | Ghersini (Genova) |

|                          |           |              |
| A. Donnarumma 26’ (rig.) | Marcatori | 3’ Carissoni |

| Arbitro: | Volpi (Arezzo) |

|                            |           |            |
| Pittarello 87’ Cassano 89’ | Marcatori | 20’ Ioniță |

| Arbitro: | Baroni (Firenze) |

|                            |           |                                 |
| Maistrello 10’ Cassano 29’ | Marcatori | 8’ (rig.) Falletti 84’ Sørensen |

| Arbitro: | Sacchi (Macerata) |

|                           |           |                |
| Piccinini 16’ Esteves 70’ | Marcatori | 90+4’ Magrassi |

| Arbitro: | Camplone (Pescara) |

|          |           |                             |
| Vita 82’ | Marcatori | 79’ Ravanelli 90+3’ Vázquez |

| Arbitro: | Perenzoni (Rovereto) |

|                                      |           |                                |
| Carriero 13’ Vita 32’ Maistrello 81’ | Marcatori | 4’ (aut.) Frare 69’ Bertagnoli |

| Arbitro: | Fabbri (Ravenna) |

|  |           |                |
|  | Marcatori | 90+7’ Pandolfi |

| Arbitro: | Fourneau (Roma) |

|                             |           |               |
| Pandolfi 24’ Pittarello 66’ | Marcatori | 56’ Casiraghi |

| Arbitro: | Feliciani (Teramo) |

|  |           |              |
|  | Marcatori | 33’ Pandolfi |

| Arbitro: | Bonacina (Bergamo) |

|                    |           |  |
| Vita 12’ Salvi 27’ | Marcatori |  |

| Arbitro: | Di Marco (Ciampino) |

|         |           |             |
| Duca 3’ | Marcatori | 29’ Cassano |

| Arbitro: | Ghersini (Genova) |

|                                                 |           |             |
| Carriero 15’ Pittarello 75’, 81’ Maistrello 86’ | Marcatori | 61’ L. Moro |

| Ascoli Piceno 26 dicembre 2023, ore 15:00 CET 19ª giornata | Ascoli           | 0 – 0 referto | Cittadella | Stadio Cino e Lillo Del Duca (7 390 spett.)\| Arbitro: \| Minelli (Varese) \| |
| Arbitro:                                                   | Minelli (Varese) |               |            |                                                                               |

#### Girone di ritorno
| Arbitro: | Massimi (Termoli) |

|                       |           |  |
| Pandolfi 26’ Vita 80’ | Marcatori |  |

| Arbitro: | Monaldi (Macerata) |

|                                      |           |              |
| Carboni 22’ Lucchesi 46’ Pereiro 60’ | Marcatori | 40’ Pandolfi |

| Arbitro: | Fourneau (Roma) |

|              |           |                           |
| Pandolfi 53’ | Marcatori | 60’ Giordano 69’ Ghilardi |

| Arbitro: | Pezzuto (Lecce) |

|                          |           |  |
| Borrelli 52’ Moncini 74’ | Marcatori |  |

| Arbitro: | Ayroldi (Molfetta) |

|             |           |                        |
| Negro 45+3’ | Marcatori | 8’ Bernabé 38’ Hernani |

| Arbitro: | Gualtieri (Asti) |

|                                                      |           |                          |
| Verde 37’ Di Serio 40’ Mühl 50’ L. Moro 90+2’ (rig.) | Marcatori | 2’ Pandolfi 78’ Magrassi |

| Arbitro: | Dionisi (L'Aquila) |

|                    |           |                   |
| Baldini 29’ (rig.) | Marcatori | 19’, 56’ Iemmello |

| Arbitro: | Perenzoni (Rovereto) |

|                          |           |  |
| Gytkjær 3’ Bjarkason 74’ | Marcatori |  |

| Arbitro: | Ghersini (Genova) |

|  |           |              |
|  | Marcatori | 89’ Barbieri |

| Cosenza 9 marzo 2024, ore 14:00 CET 29ª giornata | Cosenza          | 0 – 0 referto | Cittadella | Stadio San Vito-Gigi Marulla (4 331 spett.)\| Arbitro: \| Baroni (Firenze) \| |
| Arbitro:                                         | Baroni (Firenze) |               |            |                                                                               |

| Arbitro: | Monaldi (Macerata) |

|              |           |             |
| Amatucci 13’ | Marcatori | 42’ Magnino |

| Arbitro: | Zufferli (Udine) |

|              |           |           |
| Crociata 44’ | Marcatori | 26’ Negro |

| Arbitro: | Camplone (Pescara) |

|  |           |                         |
|  | Marcatori | 65’ Pandolfi 78’ Branca |

| Cittadella 13 aprile 2024, ore 14:00 CEST 33ª giornata | Cittadella     | 0 – 0 referto | Ascoli | Stadio Piercesare Tombolato (3 252 spett.)\| Arbitro: \| Volpi (Arezzo) \| |
| Arbitro:                                               | Volpi (Arezzo) |               |        |                                                                            |

| Bolzano 20 aprile 2024, ore 16:15 CEST 34ª giornata | Südtirol          | 0 – 0 referto | Cittadella | Stadio Druso (4 132 spett.)\| Arbitro: \| Tremolada (Monza) \| |
| Arbitro:                                            | Tremolada (Monza) |               |            |                                                                |

| Arbitro: | Massimi (Termoli) |

|               |           |                 |
| Carissoni 21’ | Marcatori | 90+4’ Pietrelli |

| Arbitro: | Cosso (Reggio Calabria) |

|                           |           |                |
| Verdi 73’ Goldaniga 90+4’ | Marcatori | 71’ Pittarello |

| Arbitro: | Mariani (Aprilia) |

|               |           |           |
| Pittarello 6’ | Marcatori | 16’ Nasti |

| Arbitro: | Bonacina (Bergamo) |

|                                            |           |  |
| Coda 17’ (rig.) Bianchetti 36’ Johnsen 88’ | Marcatori |  |

### Coppa Italia
| Arbitro: | Prontera (Bologna) |

|           |           |                           |
| Caputo 8’ | Marcatori | 61’ Amatucci 80’ Magrassi |

| Arbitro: | Tremolada (Monza) |

|                            |           |          |
| Bertolacci 48’ Coda 120+1’ | Marcatori | 83’ Vita |

## Statistiche

### Statistiche di squadra
| Competizione | Punti | In casa | In casa | In casa | In casa | In casa | In casa | In trasferta | In trasferta | In trasferta | In trasferta | In trasferta | In trasferta | Totale | Totale | Totale | Totale | Totale | Totale | DR |
| Competizione | Punti | G       | V       | N       | P       | Gf      | Gs      | G            | V            | N            | P            | Gf           | Gs           | G      | V      | N      | P      | Gf     | Gs     | DR |
| ------------ | ----- | ------- | ------- | ------- | ------- | ------- | ------- | ------------ | ------------ | ------------ | ------------ | ------------ | ------------ | ------ | ------ | ------ | ------ | ------ | ------ | -- |
| Serie B      | 38    | 16      | 7       | 3       | 6       | 23      | 20      | 14           | 3            | 5            | 6            | 11           | 19           | 30     | 10     | 8      | 12     | 34     | 39     | -5 |
| Coppa Italia | -     | 0       | 0       | 0       | 0       | 0       | 0       | 2            | 1            | 0            | 1            | 3            | 3            | 2      | 1      | 0      | 1      | 3      | 3      | 0  |
| Totale       | -     | 16      | 7       | 3       | 6       | 23      | 20      | 16           | 4            | 5            | 7            | 14           | 22           | 32     | 11     | 8      | 13     | 37     | 42     | -5 |

### Andamento in campionato
| Giornata  | 1 | 2 | 3  | 4 | 5 | 6  | 7 | 8 | 9 | 10 | 11 | 12 | 13 | 14 | 15 | 16 | 17 | 18 | 19 | 20 | 21 | 22 | 23 | 24 | 25 | 26 | 27 | 28 | 29 | 30 | 31 | 32 | 33 | 34 | 35 | 36 | 37 | 38 |
| --------- | - | - | -- | - | - | -- | - | - | - | -- | -- | -- | -- | -- | -- | -- | -- | -- | -- | -- | -- | -- | -- | -- | -- | -- | -- | -- | -- | -- | -- | -- | -- | -- | -- | -- | -- | -- |
| Luogo     | C | T | T  | C | T | C  | T | C | C | T  | C  | C  | T  | C  | T  | C  | T  | C  | T  | C  | T  | C  | T  | C  | T  | C  | T  | C  | T  | C  | T  | T  | C  | T  | C  | T  | C  | T  |
| Risultato | V | P | N  | N | V | P  | N | V | N | P  | P  | V  | V  | V  | V  | V  | N  | V  | N  | V  | P  | P  | P  | P  | P  | P  | P  | P  | N  | N  | N  | V  | N  | N  | N  | P  | N  | P  |
| Posizione | 4 | 9 | 10 | 9 | 7 | 10 | 9 | 7 | 7 | 10 | 13 | 11 | 8  | 7  | 7  | 6  | 6  | 5  | 4  | 4  | 5  | 6  | 6  | 7  | 7  | 7  | 8  | 9  | 9  | 9  | 11 | 9  | 10 | 10 | 10 | 13 | 12 | 14 |

Legenda:

Luogo: C = Casa; T = Trasferta. Risultato: V = Vittoria; N = Pareggio; P = Sconfitta.

### Statistiche dei giocatori
Sono in corsivo i calciatori che hanno lasciato la società a stagione in corso.
| Giocatore       | Serie B  | Serie B | Serie B     | Serie B    | Coppa Italia | Coppa Italia | Coppa Italia | Coppa Italia | Totale   | Totale | Totale      | Totale     |
| Giocatore       | Presenze | Reti    | Ammonizioni | Espulsioni | Presenze     | Reti         | Ammonizioni  | Espulsioni   | Presenze | Reti   | Ammonizioni | Espulsioni |
| --------------- | -------- | ------- | ----------- | ---------- | ------------ | ------------ | ------------ | ------------ | -------- | ------ | ----------- | ---------- |
| F. Amatucci     | 28       | 2       | 5           | 0          | 1            | 1            | 0            | 0            | 29       | 3      | 5           | 0          |
| M. Angeli       | 20       | 0       | 5           | 1          | 1            | 0            | 0            | 0            | 21       | 0      | 5           | 1          |
| E. Baldini      | 11       | 1       | 3           | 0          | 0            | 0            | 0            | 0            | 11       | 1      | 3           | 0          |
| S. Branca       | 32       | 2       | 15          | 1          | 2            | 0            | 0            | 0            | 34       | 2      | 15          | 1          |
| L. Carissoni    | 33       | 2       | 9           | 0          | 2            | 0            | 1            | 0            | 35       | 2      | 10          | 0          |
| G. Carriero     | 31       | 2       | 4           | 0          | 2            | 0            | 1            | 0            | 33       | 2      | 5           | 0          |
| C. Cassano      | 31       | 3       | 3           | 0          | 1            | 0            | 0            | 0            | 32       | 3      | 3           | 0          |
| A. Cecchetto    | 1        | 0       | 0           | 0          | 0            | 0            | 0            | 0            | 1        | 0      | 0           | 0          |
| A. Danzi        | 12       | 0       | 0           | 0          | 1            | 0            | 0            | 0            | 13       | 0      | 0           | 0          |
| A. Djibril      | 1        | 0       | 0           | 0          | 0            | 0            | 0            | 0            | 1        | 0      | 0           | 0          |
| D. Frare        | 20       | 0       | 2           | 0          | 2            | 0            | 1            | 1            | 22       | 0      | 3           | 1          |
| F. Giraudo      | 18       | 0       | 7           | 0          | 2            | 0            | 1            | 0            | 20       | 0      | 8           | 0          |
| E. Kastrati     | 35       | -44     | 1           | 0          | 1            | -1           | 0            | 0            | 36       | -45    | 1           | 0          |
| E. Kornvig      | 12       | 0       | 0           | 0          | 2            | 0            | 1            | 0            | 14       | 0      | 1           | 0          |
| A. Magrassi     | 30       | 3       | 3           | 0          | 2            | 1            | 0            | 0            | 32       | 4      | 3           | 0          |
| T. Maistrello   | 32       | 3       | 2           | 0          | 2            | 0            | 0            | 0            | 34       | 3      | 2           | 0          |
| L. Maniero      | 3        | -3      | 0           | 0          | 1            | -2           | 0            | 0            | 4        | -5     | 0           | 0          |
| V. Mastrantonio | 26       | 0       | 4           | 0          | 2            | 0            | 1            | 0            | 28       | 0      | 5           | 0          |
| S. Negro        | 20       | 2       | 7           | 0          | 1            | 0            | 0            | 0            | 21       | 2      | 7           | 0          |
| L. Pandolfi     | 34       | 8       | 3           | 0          | 1            | 0            | 0            | 0            | 35       | 8      | 3           | 0          |
| N. Pavan        | 31       | 1       | 3           | 0          | 2            | 0            | 0            | 0            | 33       | 1      | 3           | 0          |
| F. Pittarello   | 35       | 6       | 5           | 0          | 2            | 0            | 0            | 0            | 37       | 6      | 5           | 0          |
| A. Rizza        | 9        | 0       | 1           | 0          | 0            | 0            | 0            | 0            | 9        | 0      | 1           | 0          |
| N. Saggionetto  | 1        | 0       | 0           | 0          | 1            | 0            | 0            | 0            | 2        | 0      | 0           | 0          |
| A. Sanogo       | 0        | 0       | 0           | 0          | 0            | 0            | 0            | 0            | 0        | 0      | 0           | 0          |
| A. Salvi        | 29       | 1       | 10          | 0          | 0            | 0            | 0            | 0            | 29       | 1      | 10          | 0          |
| E. Sottini      | 7        | 0       | 2           | 0          | 0            | 0            | 0            | 0            | 7        | 0      | 2           | 0          |
| A. Tessiore     | 23       | 0       | 4           | 0          | 0            | 0            | 0            | 0            | 23       | 0      | 4           | 0          |
| F. Veneran      | 0        | 0       | 0           | 0          | 0            | 0            | 0            | 0            | 0        | 0      | 0           | 0          |
| A. Vita         | 35       | 4       | 3           | 0          | 2            | 1            | 0            | 0            | 37       | 5      | 3           | 0          |